# Sexdocka

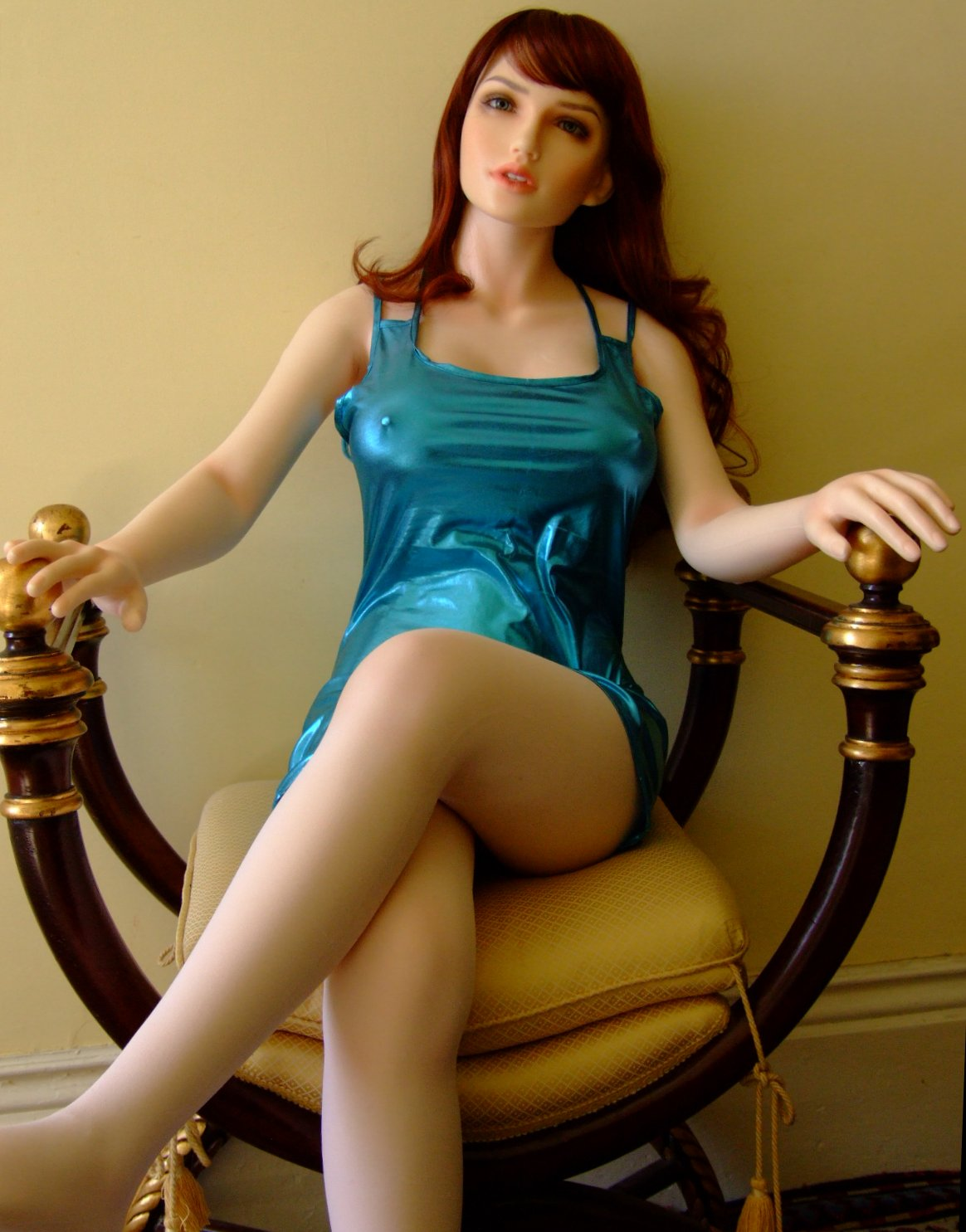
En sexdocka.

Sexdocka (engelska sex doll) är en oftast uppblåsbar docka i plast eller latex i naturlig storlek som utrustats med lösvagina eller en dildo/vibrator. Vissa modeller har även en konstgjord analöppning och/eller mun. De är sexuella hjälpmedel som används för onani.
Det finns modeller i olika prisklasser från en enkel torso till ytterst välgjorda kopior av riktiga människor (real doll).
Uppblåsbara sexdockor kallas i folkmun i Sverige för uppblåsbara Barbara.